# 작은입우럭
작은입우럭은 농어목 검정우럭과의 민물고기이다. 물이 맑고 차가운 곳을 좋아하며, 육식성으로 곤충, 갑각류, 개구리나 다른 물고기를 잡아먹고 산다. 단백질이 풍부해서 식용어류로서 각광을 받고 있다. 몇몇 나라에 유입되어 토종 생태계를 위협하고 있는 품종으로도 알려져 있다.

## 특징

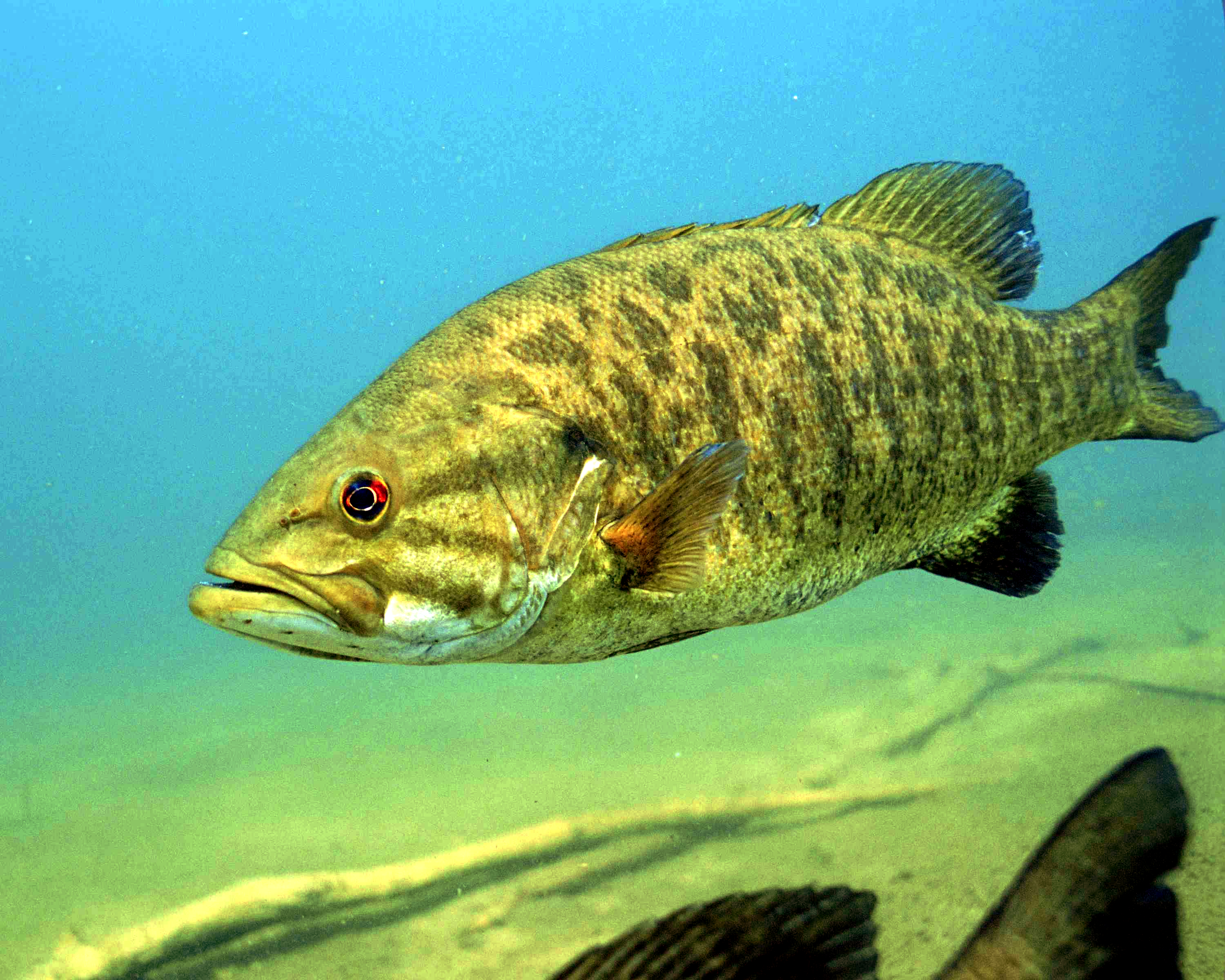

몸이 긴 편이며 몸통이 옆으로 납작하다. 아래턱 끝이 눈의 중간 쯤에 이를 정도로 입이 크지만 큰입우럭에 비해서는 작다. 등지느러미의 밑부분에서 옆줄까지는 11개의 비늘로 이루어져 있다. 몸 옆면으로는 검은 반점들이 모여서 8~16개의 띠를 이룬다. 몸 크기도 큰입우럭에 비해 작은 것이 보통이다.

## 생태
날씨가 추워지고, 수온이 15 °C 이하로 내려가면 작은입우럭은 종종 반겨울잠 상태에 들어갈만한 깊은 웅덩이를 찾기 위해 이동한다. 작은입우럭은 느리게 움직이고 봄이 돌아올때까지 먹이를 아주 조금 먹는다. 전체 이동거리는 60 마일을 초과할 수 있다.

## 참고 문헌
- Kreh, Lefty, Fly Fishing For Bass, Lyons Press, 2004